# ماريا لويزا ريد
ماريا لويزا ريد (بالإسبانية: María Luisa Reid)‏ هي رسامة مكسيكية، ولدت في 18 نوفمبر 1943 في زاكاتبك دي هيدالغو ‏ في المكسيك.